# エドマンド・キャンピオン
エドマンド・キャンピオン（英: Edmund Campion, 1540年1月24日 - 1581年12月1日）は、イングランドのイエズス会の司祭、殉教者。カトリック教会の聖人。

## 生涯
キャンピオンは1540年1月25日にロンドンで生れ、少年期はクライスツ・ホスピタル（en:Christ's Hospital）で教育を受けた。彼は同校の最優秀の奨学生として、同市を訪れたメアリー女王を讃えるスピーチを任されるほどであった。キャンピオンはオックスフォード大学セント・ジョンズ・カレッジ（en:St John's College, Oxford）に進み、1557年に特別研究員（フェロー）に選ばれた。メアリー女王死後、イングランドがプロテスタント国家に復帰したことを示す国王至上の誓い（en:Oath of Supremacy）が出されると、キャンピオンは地位を守るため、1564年に便宜的にサインした。所属するカレッジの設立者サー・トマス・ホワイト（en:Thomas White (merchant)）が1567年に死んで埋葬された際、キャンピオンはラテン語の弔辞を読む役を任された。
2年後、キャンピオンは大学にエリザベス女王を迎え、女王の好意をかちえた。彼は研究者の中から選ばれて女王の前で公開討論を行った。女王がオックスフォードを離れるまでに、キャンピオンは権勢家ウィリアム・セシルと、女王の結婚相手と目されていたレスター伯爵ロバート・ダドリーの両者と縁故関係を持つことが出来た。人々はキャンピオンが将来、再び創設されたイングランド国教会（アングリカン）の最上位の聖職者であるカンタベリー大主教となるだろうと語るようになった。

### アングリカンとの対峙
このころキャンピオンはカトリック信条を保ちながらアングリカンを便宜的に信仰していることに悩むようになったが、グロスター主教リチャード・チェイニーの説得を受けて国教会の執事に叙任された。心の中では「良心の呵責と心からの憎悪を抱き」ながら、国教会の聖職者となったのである。彼の宗教信条に関する噂が広まり、キャンピオンは1569年にはオックスフォードを去ってアイルランドに移住、そのころ構想されていたダブリン大学（en:University of Dublin）の設立計画に参与した。
キャンピオンはアイルランド議会議長の息子リチャード・スタニハースト（en:Richard Stanihurst）の家庭教師となり、庶民院の第一会期に閉会まで出席した。キャンピオンはスタニハースト家の同意を受けてペイル（en:The Pale）のターヴェイにあるパトリック・バーンウォールの家に移った。ダブリンで幅をきかせるプロテスタント達に捕まり、拷問を受ける危険を避けるためだった。3か月の間、キャンピオンはパトリックという偽名を使い、アイルランドの歴史を執筆していることにして追跡を免れた。
1571年、キャンピオンは密かにアイルランドを離れてネーデルラント地方のドゥエー（現在はフランス領）に逃れ、その地でカトリック教会に復帰して聖餐を受け、アングリカンであった過去の12年間を否定した。キャンピオンは同じオックスフォードからの宗教上の離脱者だったウィリアム・アレン枢機卿が創設したドゥエー神学校に入学した。新入生キャンピオンは瞬く間に頭角を現し、すぐに教皇から奨学金を支給されることになった。
神学校の基本的な目的は、全ての司教が死亡、亡命中、あるいは拘留中でカトリック司祭を叙階する人もいないイングランドのカトリック教徒たちに、司祭を育成し提供することだった。エリザベス女王の第一秘書官ウィリアム・セシルは、メアリー女王の治世に聖職叙任を受けた司祭たち（Marian Priestsと呼ばれた）は数年のうちに絶滅し始めるだろうと予想していた。
ドゥエー神学校はまた、知的精鋭の集まる場所でもあった。同神学校では、英語訳聖書の歴史において欽定訳聖書に先立つドゥエー＝ランス聖書（en:Douay-Rheims Bible）が編纂されている。またキャンピオンはこの地で多くのオックスフォード時代の旧友たちと再会している。彼は神学校で修辞学の教師をしながら神学学士（en:Bachelor of Divinity）の学位を取得し、1573年1月21日にドゥエー大学に進学した。ドゥエーは単に神学校があっただけでなく、イングランドからのカトリック亡命者たちの拠点でもあった。重要な政治目的を持った密使たちが、アレン枢機卿の許を秘密裏に訪ねてきていた。このためイングランド当局は神学校にカトリック転向者を装ったスパイを送り込んでいた。
大学の学位を取得後、キャンピオンは彼の到来を待ち望む声に応えてローマに赴いた。イタリアへの旅程では、キャンピオンは貧しい巡礼者に身をやつしていた。キャンピオンは同地でイエズス会の修練者となり、ウィーンとプラハで数年を過ごした。

### 帰国
1580年、イエズス会のイングランド伝道が始まった。キャンピオンは自分の長上であるロバート・パーソンズに随行することになった。パーソンズはキャンピオンの熱狂的かつ性急な性格のバランスをとるためのお目付け役だった。キャンピオンは総長エヴェラール・メルキュリアンが出した宣教に関する方針を快く思わなかった。伝道師たちは少年や女性と同席しないこと、信者にカトリック教会へ遺産を引き渡すよう勧めないこと、そして政治に直接介入しないことなどが指示されていたのだった。上陸より前に、イングランド伝道の参加者たちは反逆者ジェームズ・フィッツモーリス・ジェラルドの指揮する、教皇に支援された軍隊がアイルランドのマンスターに上陸したというニュースを聞き、当惑した。宣教団はまた、彼ら修道会とその伝道活動に関する詳細を記した手紙が横取りされ、自分たちの上陸はイングランド当局に知られていることに気付かされた。
キャンピオンは宝石商を装ってイングランドに上陸した。彼は1580年6月24日にロンドンに到着すると、すぐに伝道を開始した。彼の上陸は当局の知るところとなっており、キャンピオンは自らが当局に挑戦することを広めるべく、味方たちには「枢密院への挑戦（Challenge to the Privy Council）」として、敵には「キャンピオンの自慢（Campion's Brag）」として知られる宣言を発表したが、この態度は彼の立場をより危険にさらした。彼は逃亡者としての生活を送り、バークシャー、オックスフォードシャー、ノーサンプトンシャー、ランカシャーに住むカトリック教徒たちのために説教をしたり、聖職者としての職務を行っていた。
伝道と逃亡の日々を送るなかで、キャンピオンはイングランド国教会に反対する理由を書き連ねた『10の理由（Decem Rationes）』という書物を発表した。この本はヘンレイ・オン・テムズ（en:Henley-on-Thames）の「ストナー・パーク」（en:Stonor Park）で発行された。『10の理由』400部が1581年6月27日、オックスフォード大学セント・メアリーズ・カレッジ（en:St Mary's College, Oxford）の始業式の最中に、式場の座席から見つかった。この出来事は大きな衝撃を巻き起こし、キャンピオンへの追跡はいよいよ本格化した。一方のキャンピオンはノーフォークに向かっており、ライフォード、続いてバークシャーに立ち寄り、バークシャーでは人々に請われて7月14日、15日と2日間続けて説教を行った。この町でキャンピオンは政府の密偵に捕まり、腕を縛られ、「キャンピオン、文書扇動を行ったイエズス会士」という文字の書かれた紙帽子をかぶせられた状態でロンドンに連行された。

### 裁判と処刑
ロンドン塔に送られたキャンピオンは、自分を正統な女王と認めるよう要求するエリザベスの臨席のもと、尋問を受けることになった。キャンピオンはエリザベスをイングランド君主と認めたため、エリザベスは彼に財産と高官の地位を与えると約束した。しかしカトリック信仰を破棄するよう求められると、キャンピオンはこれを拒んだ。このためキャンピオンは釈放されることなく長い牢獄生活を送り、ラック（en:Rack (torture)）という拷問器具に2度かけられた（拷問に関してはエリザベスの承諾を得た枢密院が命じた）ほか、様々な形で彼の意思を変えさせる努力がなされた。当局はキャンピオンがカトリック信仰を撤回した、あるいは苦し紛れに表面的なプロテスタント信仰を告白した、といった偽の噂を流す一方、キャンピオンを4度も尋問にかけている（1581年9月1日、18日、23日、27日）。残酷に扱われ、物を書く時間すら与えられなかったが、伝えられるところによれば、キャンピオンは容易に自らを律していたため立ち会った人々の大多数が彼に敬服したという。9月31日にキャンピオンは3度目の拷問を受け、王国に対する反逆と女王の廃位・殺害を、ローマやランスにいる仲間たちと一緒に計画・扇動した罪で、ウェストミンスターの政府から告訴された。
キャンピオンは反逆者として死刑を宣告された。キャンピオンは判決にこう返答した、「私たちを有罪とすることは、あなたがた全員の先祖、私たち全員の先達である司教たちと諸王、かつてはイングランドの誉れであったすべて…聖人たちの島、ペトロの聖座の最愛の子供という我が国の美質に有罪の宣告を下すことなのだ」。キャンピオンはテ・デウムを歌いながら死刑宣告を受け入れた。残りの日々を祈りに捧げたのち、1581年12月1日、キャンピオンは2人の仲間と共にタイバーンで首吊り・内臓抉り・四つ裂きの刑に処せられた。41歳だった。

## 列聖
エドマンド・キャンピオンは1886年12月9日、教皇レオ13世によって列福された。福者となったキャンピオンは84年後の1970年、教皇パウルス6世により、イングランド及びウェールズの40殉教者の一人として列聖された。40殉教者の祝日は10月25日であるが、キャンピオン個人の祝日は殉教した12月1日と定められた。
キャンピオンの処刑時に実際に使われた縄は、現在ランカシャーのストーニーハースト・カレッジ（en:Stonyhurst College）に置かれ、ガラス製の筒型容器の中に保管されている。この縄は毎年、キャンピオンの祭日にセント・ピーター教会で行われるミサに際し、祭壇に展示される。